# Aimé Berthod
Pour les articles homonymes, voir Berthod.
Aimé Berthod est un homme politique français né le 9 août 1878 à Champagnole (Jura) et décédé le 16 juin 1944 au Mans (Sarthe). Professeur agrégé de philosophie, il sera député puis sénateur du Jura et plusieurs fois secrétaire d'État ou ministre durant l'entre-deux-guerres puis résistant durant la Seconde Guerre mondiale.

## Biographie
- Député radical du Jura de 1911 à 1914 et de 1924 à 1935
- Sénateur du Jura de 1935 à 1940

- Sous-secrétaire d'État à la présidence du Conseil du 29 octobre au 28 novembre 1925 dans le gouvernement Paul Painlevé (3)
- Sous-secrétaire d'État à la présidence du Conseil du 23 février au 2 mars 1930 dans le gouvernement Camille Chautemps (1)
- Sous-secrétaire d'État aux Beaux-Arts du 13 décembre 1930 au 27 janvier 1931 dans le gouvernement Théodore Steeg
- Ministre des Pensions du 3 juin au 18 décembre 1932 dans le gouvernement Édouard Herriot (3)
- Ministre de l'Éducation nationale du 30 janvier au 8 novembre 1934 dans les gouvernements Édouard Daladier (2) et Gaston Doumergue (2)

Ancien élève de l'École normale supérieure, agrégé de philosophie, Aimé Berthod commence sa carrière au lycée de Laon, avant de devenir directeur de cabinet de Stephen Pichon, ministre des Affaires étrangères, de 1906 à 1911. Élu député du Jura en 1911, il est battu en 1914. Après la guerre, il enseigne à Paris, aux lycées Saint-Louis, Charlemagne et Louis-le-Grand.
En 1920-21, il préside la Société des agrégés.
À nouveau battu aux législatives de 1919, il retrouve son siège de député en 1924. Il est élu sénateur en 1935, après plusieurs passages au gouvernement.
Le 10 juillet 1940, il vote les pleins pouvoirs au maréchal Pétain, mais entre rapidement dans la Résistance. Arrêté par les Allemands le 25 février 1944, il est emprisonné à Lons-le-Saunier où il contracte une maladie pulmonaire dont il meurt le 16 juin 1944.

## Sources
1. ↑  https://www.cairn.info/revue-vingtieme-siecle-revue-d-histoire-2003-1-page-69.htm.